# Emile Mahieu
Emile Mahieu (24 oktober 1861 – 22 maart 1955) was een Belgisch decoratie- en kunstschilder uit Eernegem.

## Biografie
Mahieu volgde de wintercursus Sieraden (decoratieve schilderkunst/ornamenten) aan de Koninklijke Academie voor Schone Kunsten van Antwerpen (KASKA) tijdens de academiejaren 1880 tot 1883. Hij verbleef toen te Borgerhout in de Avenue des Français/Franschelei nr. 25. Zijn leraar was Lucas Victor Schaefels.
Mahieu's oeuvre omvat tientallen schilderijen, waaronder landschappen, stillevens, religieuze taferelen en portretten. Deze werken dateren uit de periode 1884 tot de eerste helft van de twintigste eeuw. Een vermeldenswaardig voorbeeld van een portret is de Madonnina van Mahieu, gesigneerd in 1889. Theresia van Lisieux was een voorname inspiratiebron voor zijn religieuze kunst, omdat zij verschillende keren terugkomt in zijn werk. Vaak wordt zij afgebeeld met kruisbeeld en rozen in haar hand. Het grootste aandeel van zijn werk bestaat uit composities met fruit en bloemen, waarbij de invloed van zijn leraar Lucas Victor Schaefels onmiskenbaar is, zeker in zijn vroege werk.
Mahieu's schildersatelier bevond zich aan de achterzijde van het herenhuis huize Anna Mahieu. Hij decoreerde dit huis met pittoreske taferelen. Ook de plafondschildering in de muziekkamer van de nabijgelegen notariswoning Boedts was van zijn hand.

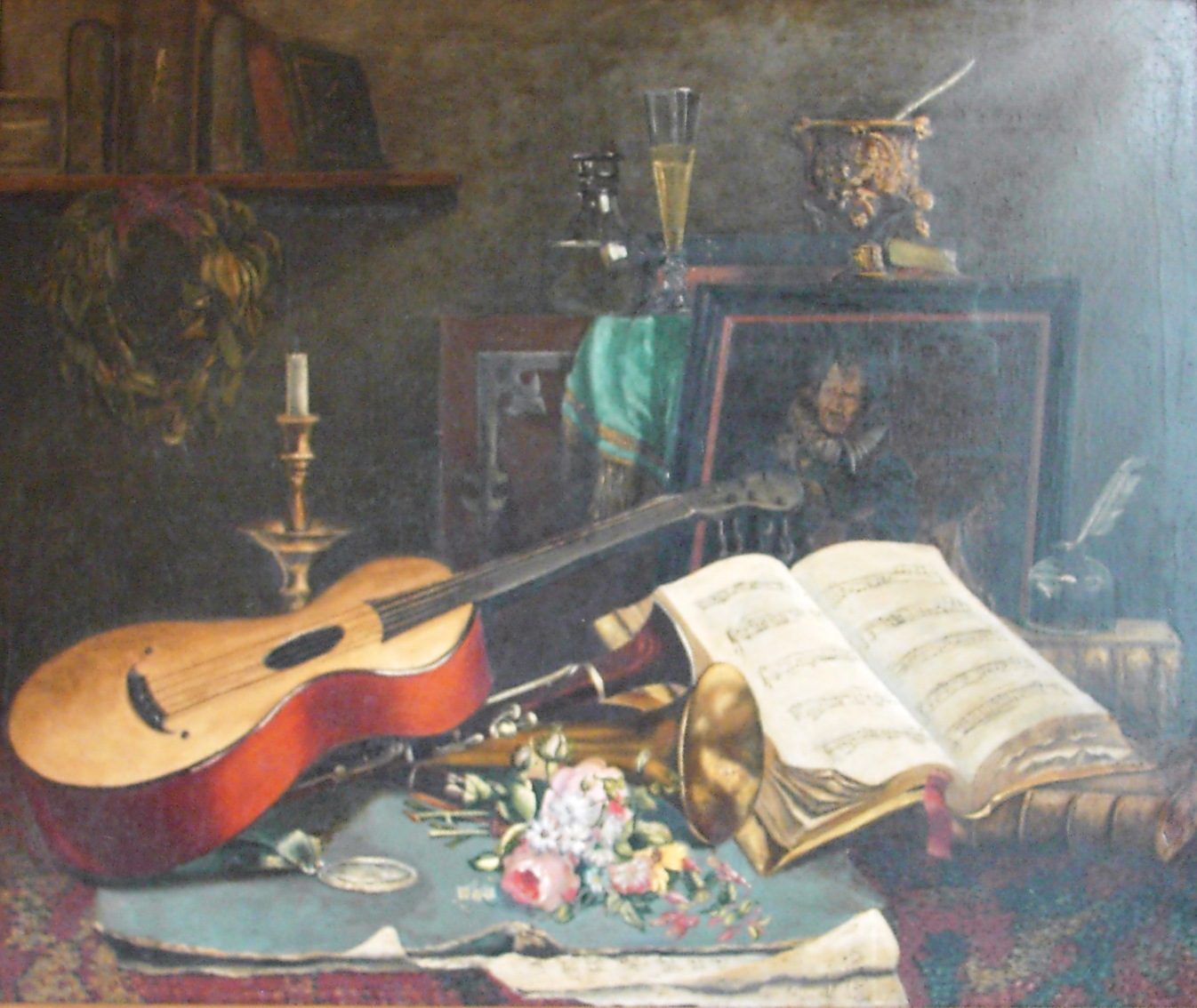
Stilleven met muziekinstrumenten, olieverf op doek, 100cm x 120cm
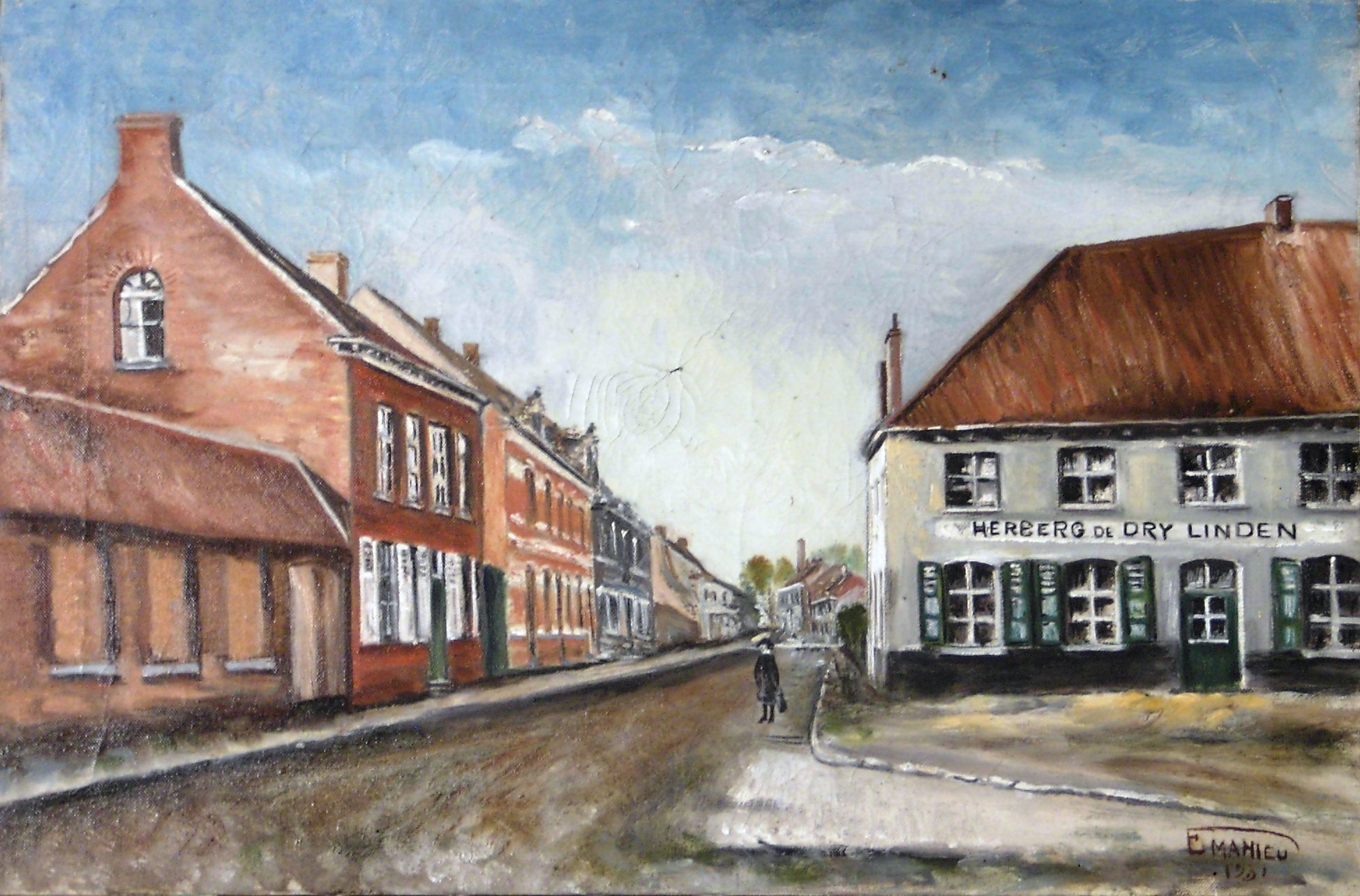
Herberg de dry linden (dorpszicht op Eernegem)
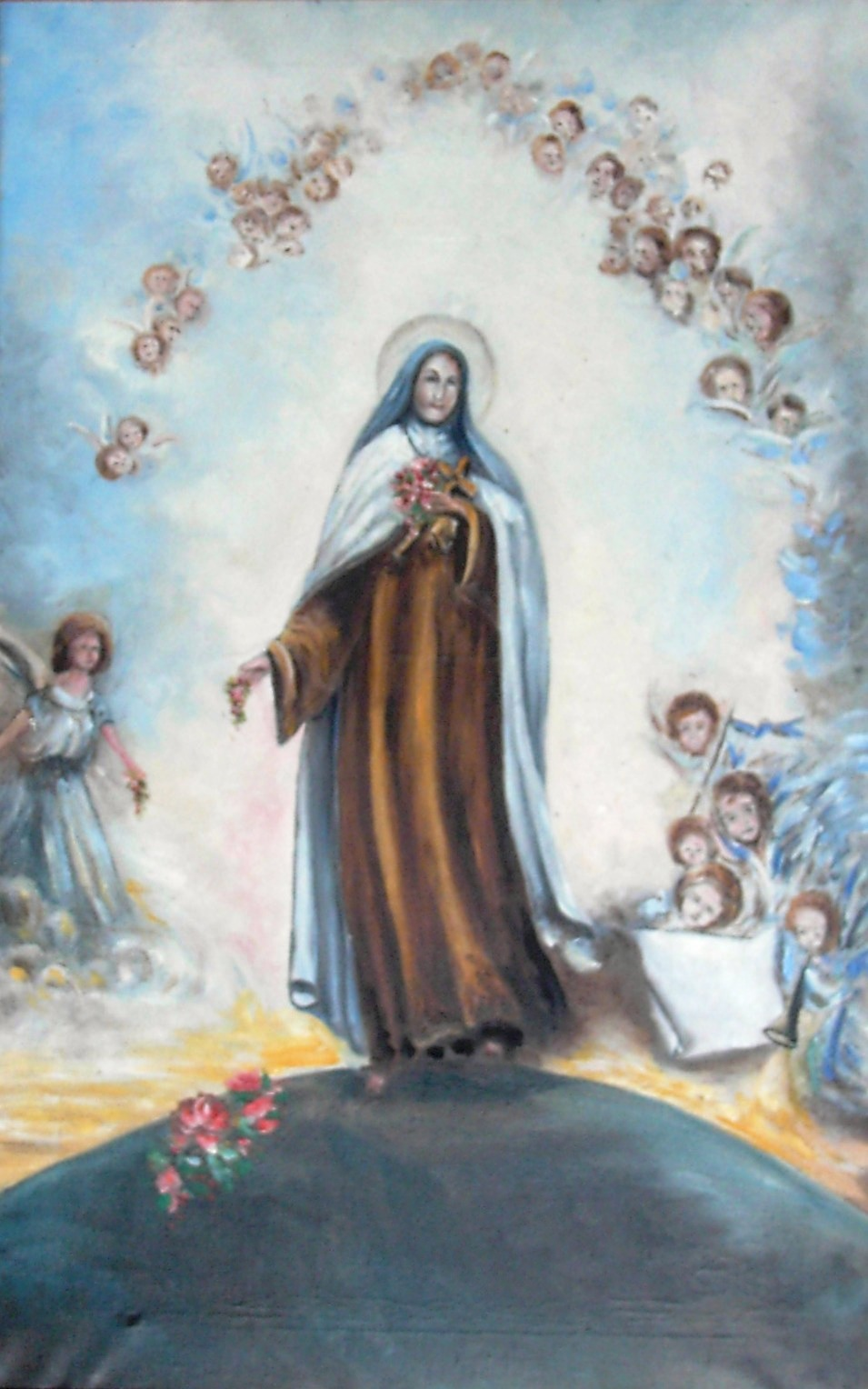
Theresia van Lisieux, olieverf op doek, 72cm x 45.8cm
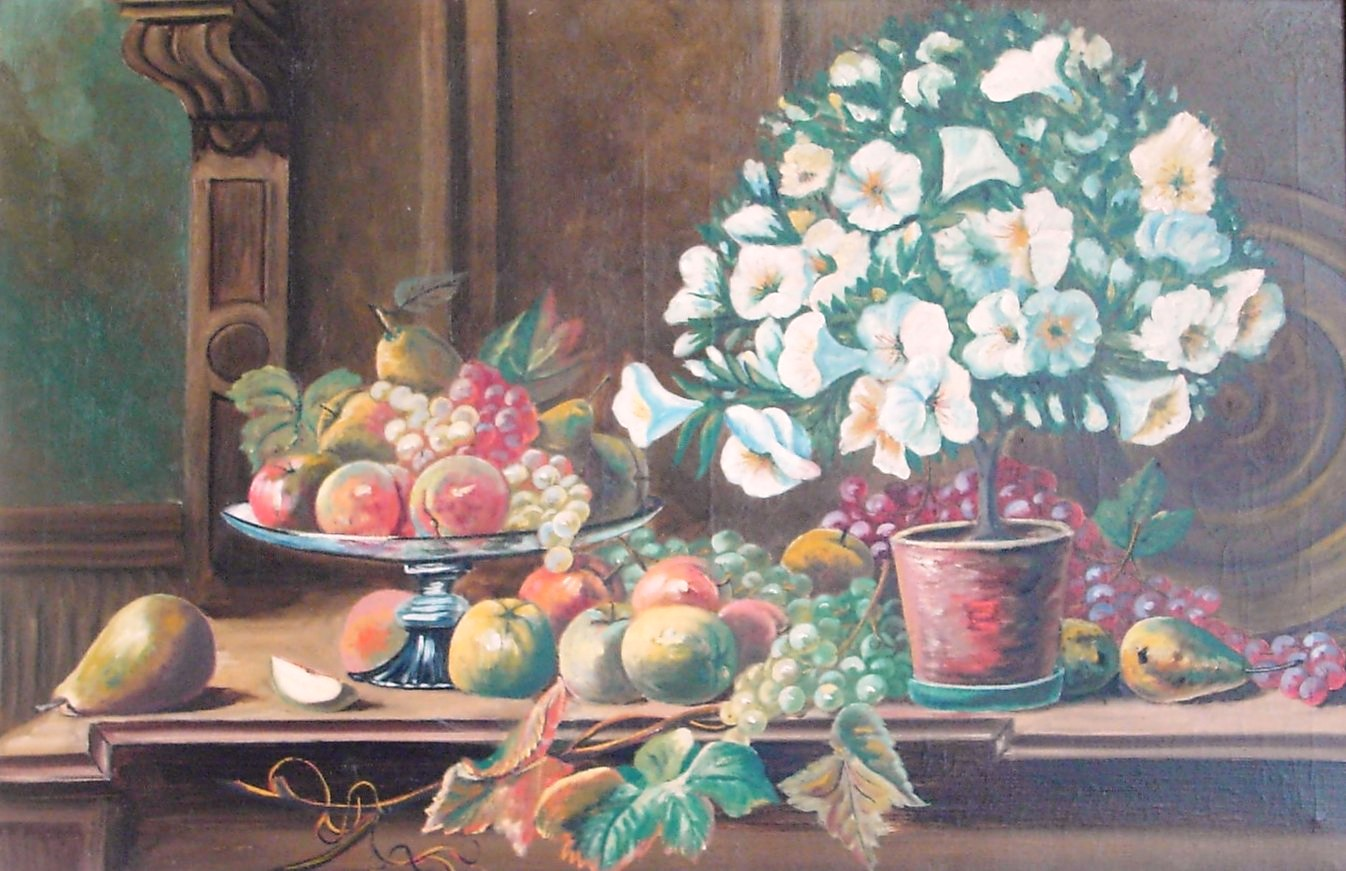
Stilleven met fruit en azalea, olieverf op doek
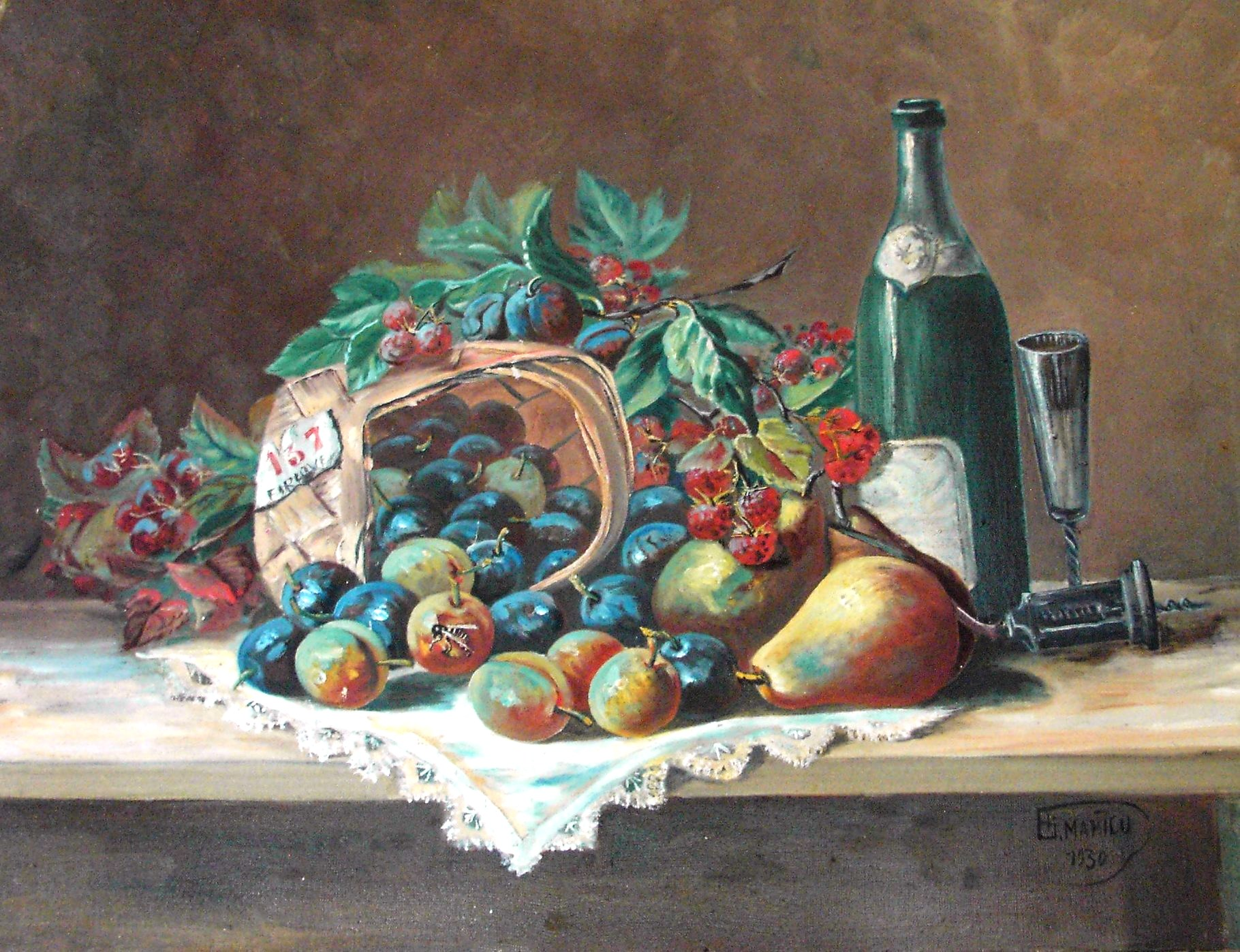
Stilleven met wijnfles en fruit, 1930, olieverf op doek, 56.5cm x 75cm

## Privéleven
Emile Mahieu had drie kinderen en was peter van Anthony Devreker (geboren te Eernegem 16/12/1923, gesneuveld aan de Rijn in Nederland op 30/03/1945).